# Fife
Fife (ve skotské gaelštině Fìobha) je hrabství a správní oblast na východním pobřeží Skotska, prostírající se na poloostrově mezi zálivy Firth of Tay a Firth of Forth. Je rozdělen na 22 obvodů (wards). Největším městem oblasti je Dunfermline, správa sídlí v centrálně položeném Glenrothes. Dalšími významnými městy jsou Cupar (někdejší sídlo), Kirkcaldy nebo St Andrews.
Fife má suchozemskou hranici s oblastmi Perth and Kinross (na severozápadě) a Clackmannan (na západě). Skrze mosty je spojen také s Falkirkem a Edinburghem (hist. Lothian) na jihu a Dundee City (hist. Angus) na severu.
Kraj Fife má prastarou tradici, původně byl jedním z království Piktů (Fib) a dodnes se mu přezdívá „království“ (Kingdom of Fife). Za středověkého skotského království šlo o jednu z mormaerských provincií (Fiobh). Zřídka se v dokumentech označoval též jako Fifeshire.

## Sídla
- Abercrombie, Aberdour, Anstruther, Auchterderran, Auchtermuchty
- Balfarg, Ballingry, Balmerino, Balmullo, Benarty, Buckhaven, Burntisland
- Cairneyhill, Cardenden, Carnbee, Carnock, Cellardyke, Ceres, Chance Inn, Cluny, Cowdenbeath, Craigrothie, Crail, Crombie, Crossford, Crosshill, Culross, Cupar
- Dairsie, Dalgety Bay, Donibristle, Dunfermline, Dysart
- Earlsferry, East Wemyss, Elie
- Falkland, Freuchie
- Gateside, Glenrothes, Guardbridge
- Hill End
- Inverkeithing
- Kelty, Kennoway, Kilconquhar, Kilmany, Kilrenny, Kincardine, Kinghorn, Kinglassie, Kingsbarns, Kirkcaldy
- Ladybank, Leslie, Leuchars, Leven, Letham, Limekilns, Lindores, Lochgelly, Lower Largo, Lundin Links
- Methil, Methilhill
- Newburgh, Newport-on-Tay, North Queensferry
- Oakley
- Pitscottie, Pittencrief, Pittenweem, Pitlessie
- Rosyth
- Saline, Springfield, St. Andrews, St Monans, Stratheden, Strathkinness
- Tayport, Thornton
- Upper Largo
- West Wemyss, Windygates, Woodhaven, Wormit
- Valleyfield